# Pagubice
Pagubice – wieś w Chorwacji, w żupanii istryjskiej, w gminie Cerovlje. W 2011 roku liczyła 127 mieszkańców.